# Fuchsia magellanica
A Fuchsia magellanica a mirtuszvirágúak (Myrtales) rendjébe és a ligetszépefélék (Onagraceae) családjába tartozó faj.

## Előfordulása
A Fuchsia magellanica eredeti előfordulási területe Dél-Amerikában van. Chile középső és déli részein, valamint Dél-Argentínában őshonos növényfaj.
Az ember dísznövényként sokfelé ülteti, így ez a fukszia sikeresen megtelepedett Dél-Amerika más térségeiben is, főleg az Andok mentén; továbbá Észak-Mexikóban és az Amerikai Egyesült Államok déli részén, a Brit-szigeteken, Afrika keleti felének középső térségében, valamint a Maláj-félszigeten.

## Képek

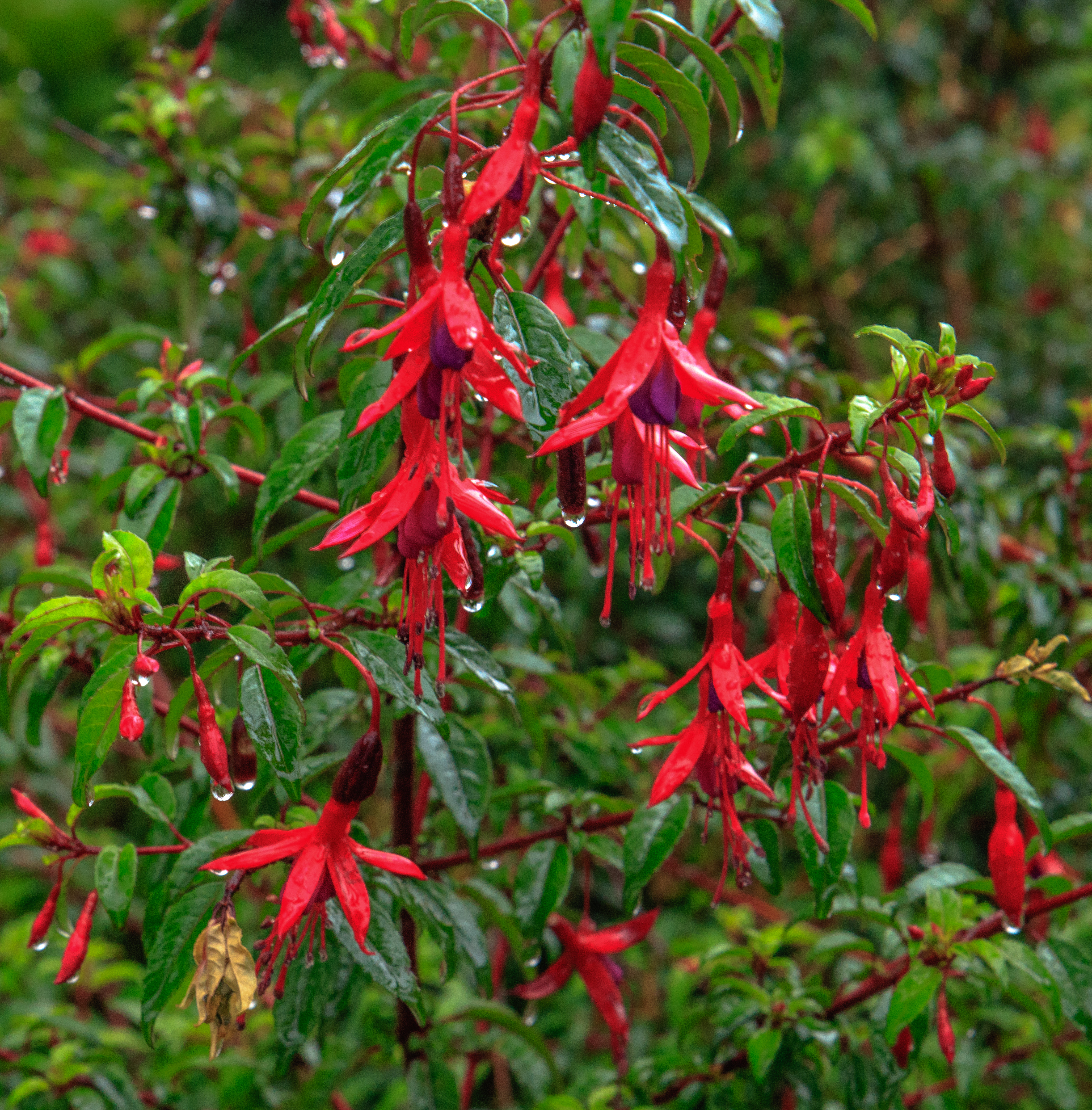
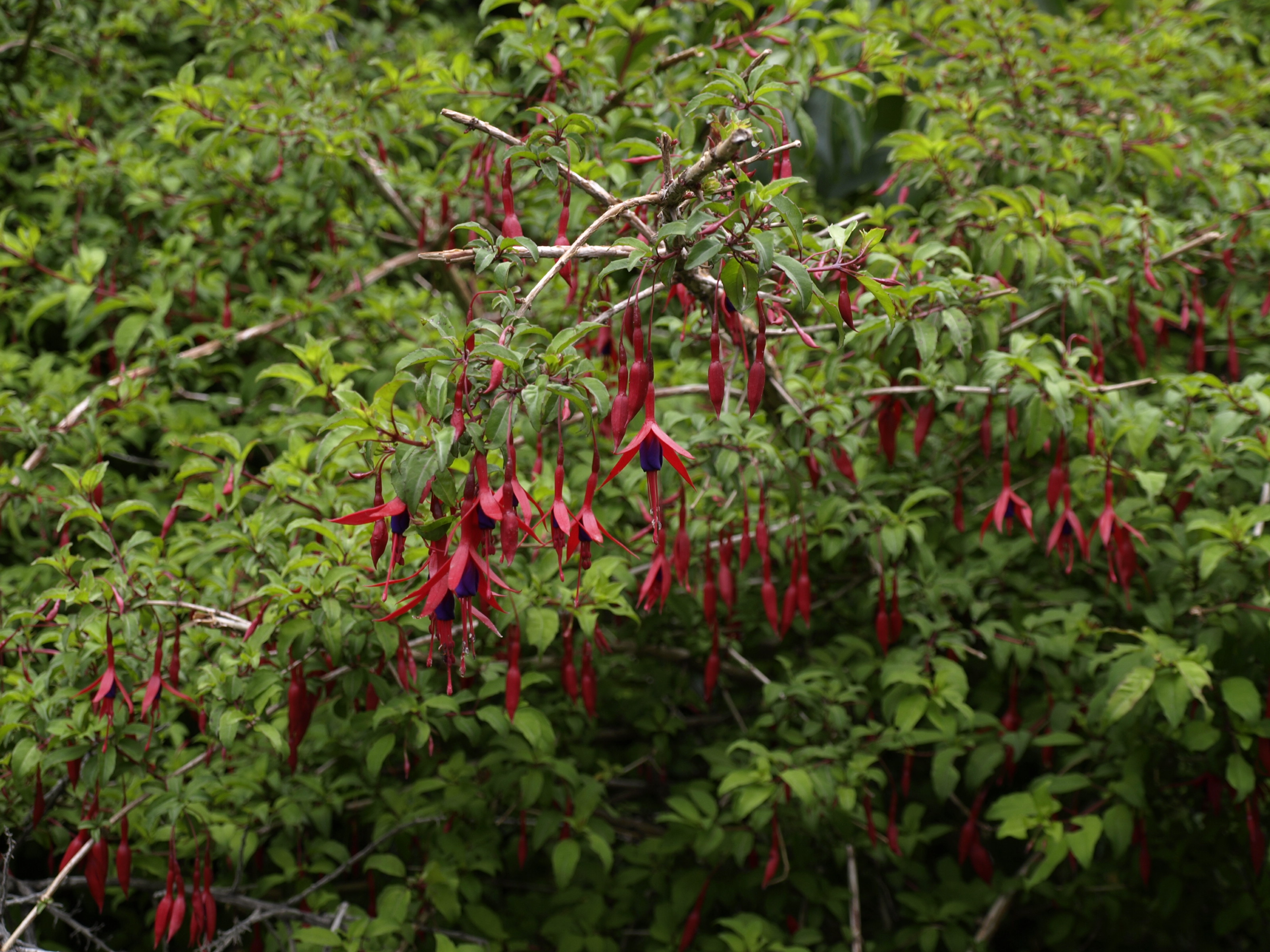
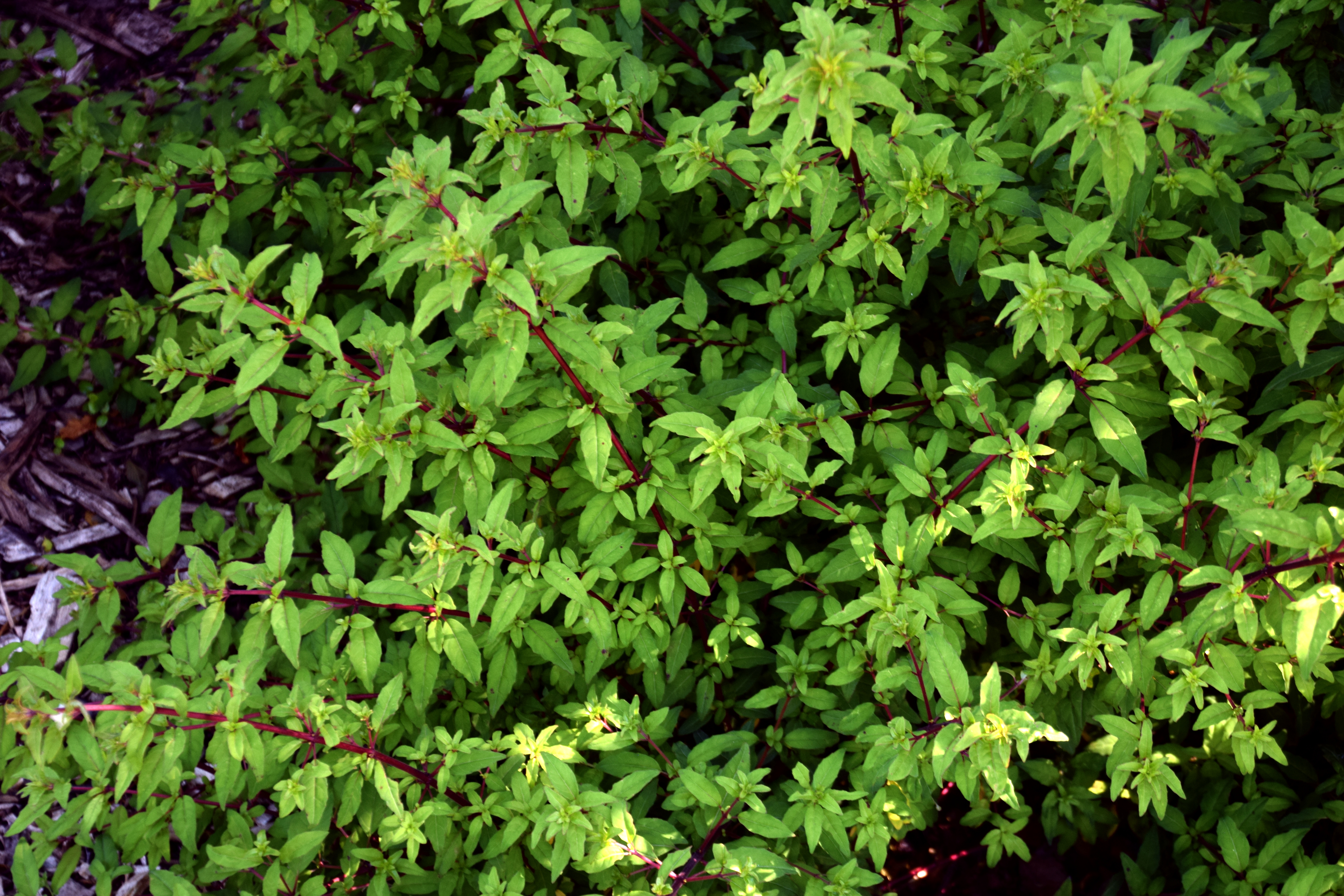
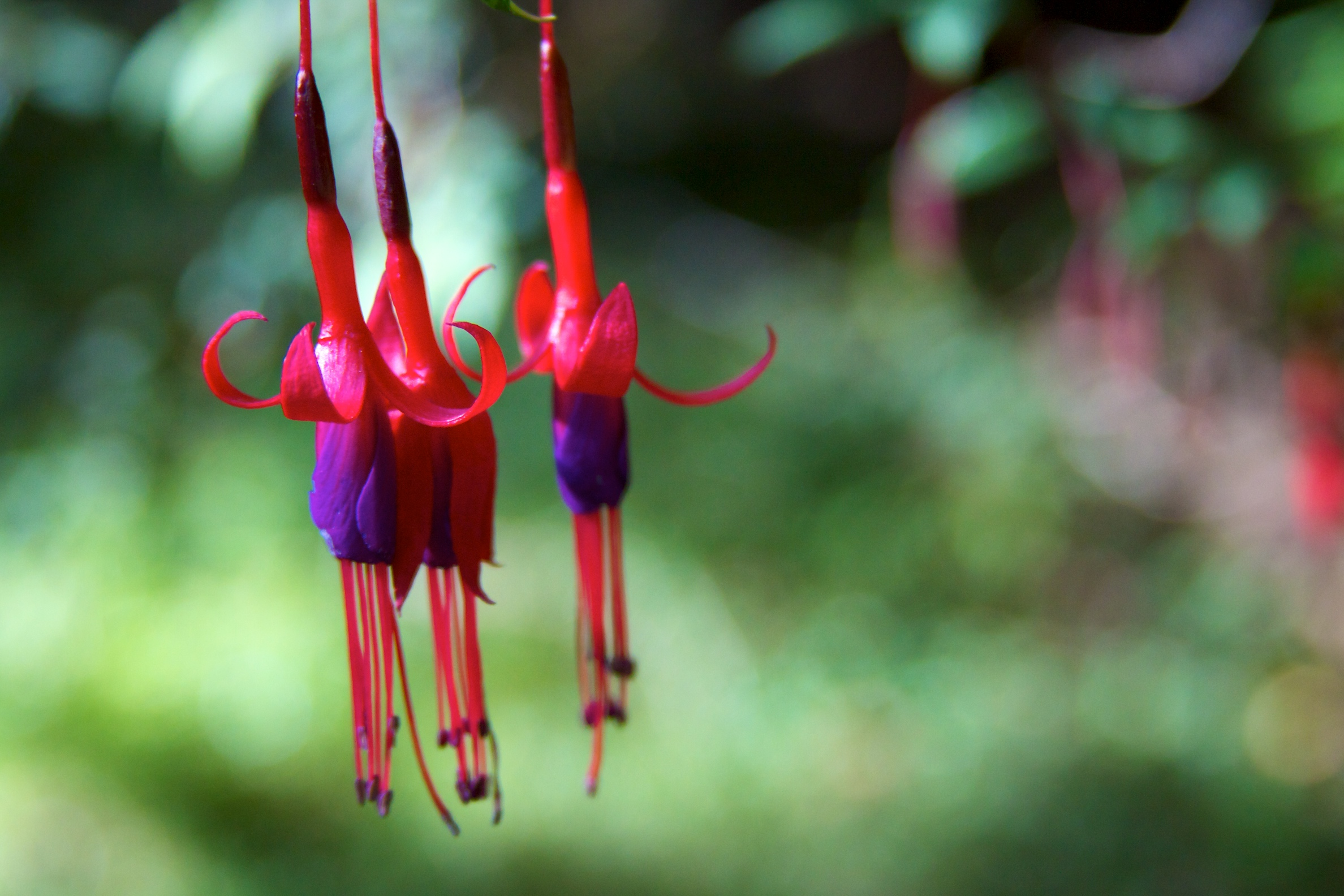
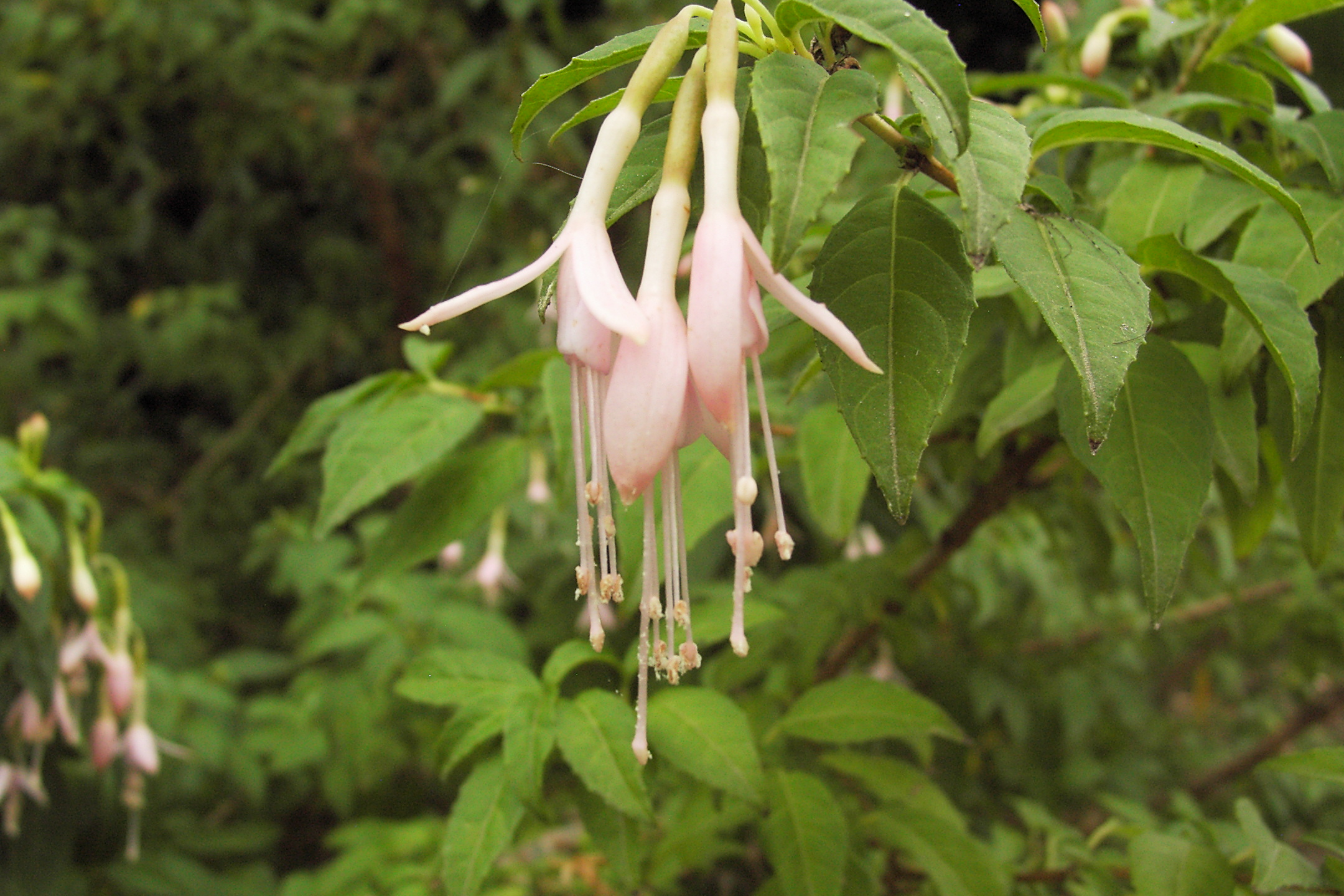

## Megjelenése
A melegebb élőhelyein akár 3 méter magasra is megnőhet, azonban a hűvösebb térségekben, csak 1,2-1,5 méter magas lesz.